# Computer supported collaborative learning
Computer-Supported Collaborative Learning (CSCL) er en pædagogisk tilgang, hvor læring finder sted igennem social interaktion ved brug af computer. Denne slags læring vil typisk være karakteriseret ved af fælles deling og konstruktion af viden mellem læringsforløbets deltagere. Teknologien spiller derfor typisk rollen som medium eller fælles ressource.
Eksempler på CSCL-aktiviteter er af social karakter, og vil derfor typisk tage udgangspunkt et fælles problemløsning eller diskussionsøvelser. Teknologiske funktioner som understøtter CSCL-aktiviteter er fx chat, diskussionsforum eller blog.
| Skole | Spire Denne artikel om en skole, en uddannelsesinstitution eller uddannelse er en spire som bør udbygges. Du er velkommen til at hjælpe Wikipedia ved at udvide den. |